# Sowina Błotna (gromada)
Sowina Błotna – dawna gromada, czyli najmniejsza jednostka podziału terytorialnego Polskiej Rzeczypospolitej Ludowej w latach 1954–1972.
Gromady, z gromadzkimi radami narodowymi (GRN) jako organami władzy najniższego stopnia na wsi, funkcjonowały od reformy reorganizującej administrację wiejską przeprowadzonej jesienią 1954 do momentu ich zniesienia z dniem 1 stycznia 1973, tym samym wypierając organizację gminną w latach 1954–1972.
Gromadę Sowina Błotna z siedzibą GRN w Sowinie Błotnej utworzono 4 lipca 1968 w powiecie pleszewskim w woj. poznańskim z części obszarów zniesionych gromad Ludwina (miejscowości Borucin, Janków, Kuczków i Ludwina) i Taczanów II (miejscowości Bógwidze, Bronów, Lubomierz, Sowina, Sowina Błotna, Taczanów I i Taczanów II) w tymże powiecie.
W 1969 gromada miała 27 członków GRN.
31 grudnia 1971 gromadę zniesiono, a jej obszar włączono do gromady Pleszew w tymże powiecie.